# Heleen van Royen
Heleen van Royen o Helena Margaretha Kroon (Amsterdam, 9 de març de 1965) és una novel·lista i periodista neerlandesa.
La seva novel·la De gelukkige huisvrouw va ser la novel·la neerlandesa més venuda el 2010. Les descripcions més naturals de sexualitat -inclosa la seva pròpia- que es troben en els seus llibres i les seves columnes han trobat una atenció considerable, igual que les seves personals revelacions sobre fantasies sexuals, fins i tot al punt de ridiculitzar-se: Dorine Wiersma va guanyar el Premi Annie M.G. Schmidt per a la millor cançó teatral per "Stoute Heleen", un cru «pastiche» de van Royen de representacions de la seva pròpia sexualitat. Dos de les seves novel·les han estat adaptades per a pel·lícules, De gelukkige huisvrouw (2009, adaptada al mateix any) i De ontsnapping 2010. Al novembre de 2006, Van Royen va posar nua per a Playboy.